# Bromur de potassi
El bromur de potassi, KBr, és una sal emprada com a anticonvulsiu i sedant durant el segle xix i principis del segle xx. Aquestes propietats són degudes a l'anió bromur, Br-. És una sal que es presenta en forma cristal·lina incolora i és molt higroscòpica. És molt soluble en aigua. Ingerit en elevades concentracions produeix una forta irritació de les mucoses gàstriques produint vòmits.

## Reaccions químiques més importants
- El bromur de potassi és una sal típica que es dissocia en dissoldre's en aigua donant lloc a una dissolució neutre, de pH 7. És una font d'anions bromur que s'ha emprat per a produir bromur d'argent, emprat a les pel·lícules fotogràfiques:

KBr(aq) + AgNO3(aq) → AgBr(s) + KNO3(aq)
- Forma complexos de coordinació amb metalls de transició:

2 KBr(aq) + CuBr2(aq) → K₂[CuBr₄](aq)
- El mètode tradicional de preparació és la reacció del carbonat de potassi, K₂CO₃, amb el bromur de ferro (II, III), Fe₃Br₈:

4 K₂CO₃ + Fe₃Br₈ → 8 KBr + Fe₃O₄ + 4 CO₂

## Aplicacions

### Medicina
Les propietats anticonvulsives del bromur de potassi foren descobertes l'any 1857 per Sir Charles Locock de la Royal Medical and Chirurgical Society. Descobrí que l'anió bromur era efectiu per al tractament de l'epilèpsia i cal considerar-lo la primera medicació efectiva. També descobrí que redueix el desig sexual. L'any 1912 es descobrí un nou medicament per al tractament de l'epilèpsia, el fenobarbital, que substituí el bromur de potassi. Actualment encara s'empra el bromur de potassi en alguns països, com Alemanya, però en altres, com els Estats Units, està prohibit.

### Veterinària
El bromur de potassi se segueix emprant per a tractar l'epilèpsia en els gossos. En els gats no és recomanable perquè té efectes secundaris.

### Òptica
El KBr és transparent des de la zona de la radiació ultraviolada propera fins a la infraroja llunyana, longituds d'ona compreses entre 0,25 i 25 µm. Per això s'empra per a la construcció de prismes i finestres que s'hagin d'emprar en ambients secs, ja que és molt higroscòpic. El seu índex de refracció és 1,55 a 1,0 µm. També és molt emprat en espectroscòpia infraroja mesclat amb les mostres que es volen analitzar la qual cosa permet obtenir discs en pressionar la mescla.